# Probaci d'Usès
Probaci (Probatius) fou bisbe d'Uzès a la segona meitat del segle v i començament del segle vi. És el segon bisbe esmentat després de Constanci d'Uzès (419-462), i apareix signant les actes del concili d'Agde el 506. Hauria mort en una data incerta anterior al 533 quan ja apareix al càrrec el seu successor, Rorici d'Uzès.